# Postbanken

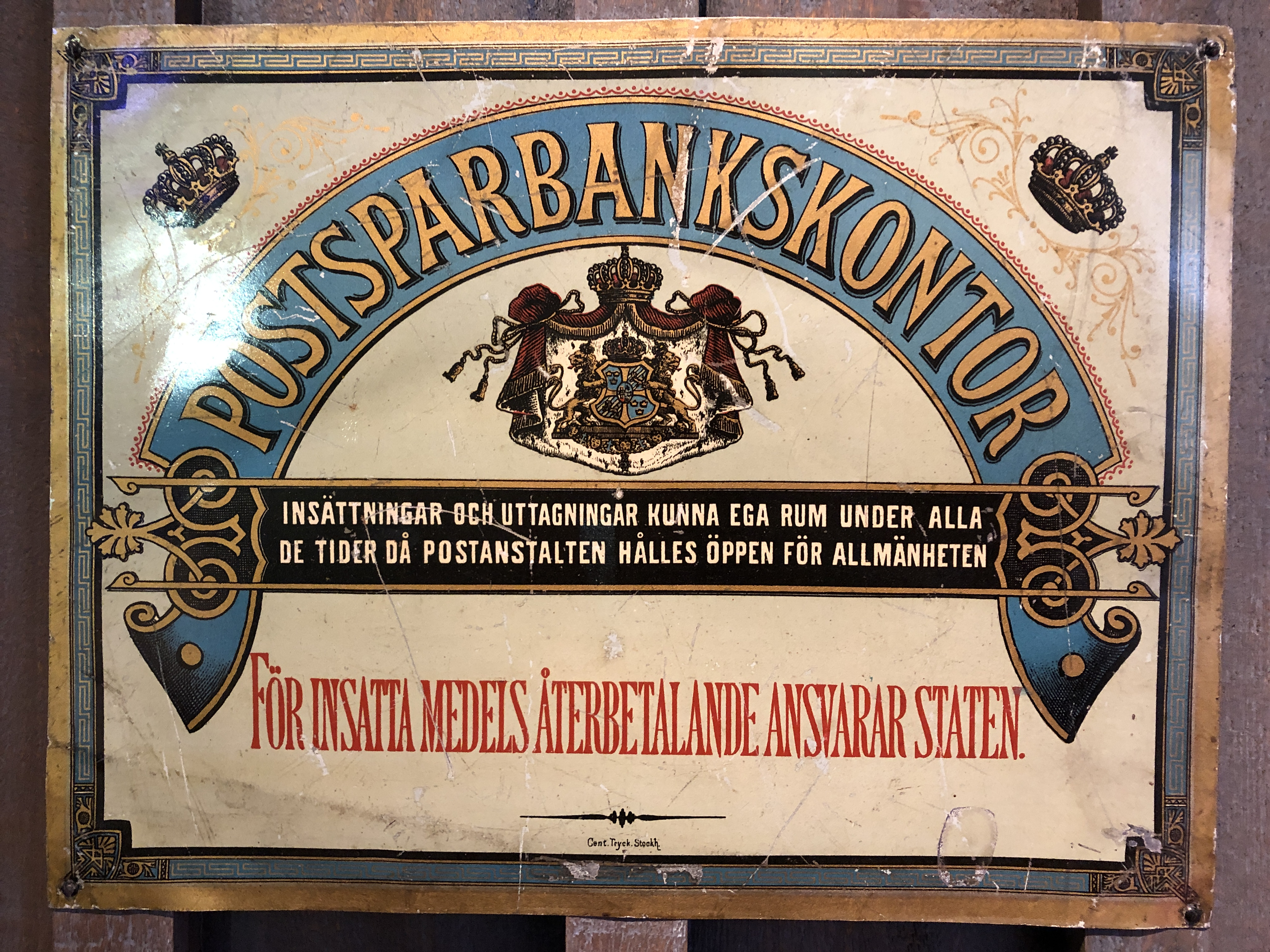
Skylt på Postmuseum

Postbanken var 1960–1974 och 1996–1999 namnet på en bankverksamhet som bedrevs genom svenska Postverket, och sedermera Posten i samarbete med Nordbanken. Den statliga ursprungsverksamheten startades 1884 under namnet Postsparbanken, 1912 blev man ett självständigt ämbetsverk och 1920 infogades verksamheten som en del av Postverket, i vilken den bedrevs fram till 1974.
Postsparbanken drevs som en sparkasseverksamhet organiserad via postkontoren, sanktionerad av statliga särregler, och efterhand ökade trycket att omvandla verksamheten till en reguljär bankverksamhet. Namnet ändrades till Postbanken 1960 och genom en sammanslagning med Sveriges Kreditbank 1974 blev man en del av den nya affärsbanken Post- och Kreditbanken (PKbanken).
1996 återlanserade Posten i samarbete med Nordbanken (tidigare PKbanken) banktjänster under namnet Postbanken. Den nya Postbanken lanserades med en uppmärksammad reklamfilm med Ernst-Hugo Järegård i huvudrollen. Verksamheten lades åter ner 1999, och kunderna överfördes till Nordbanken.

## Historia

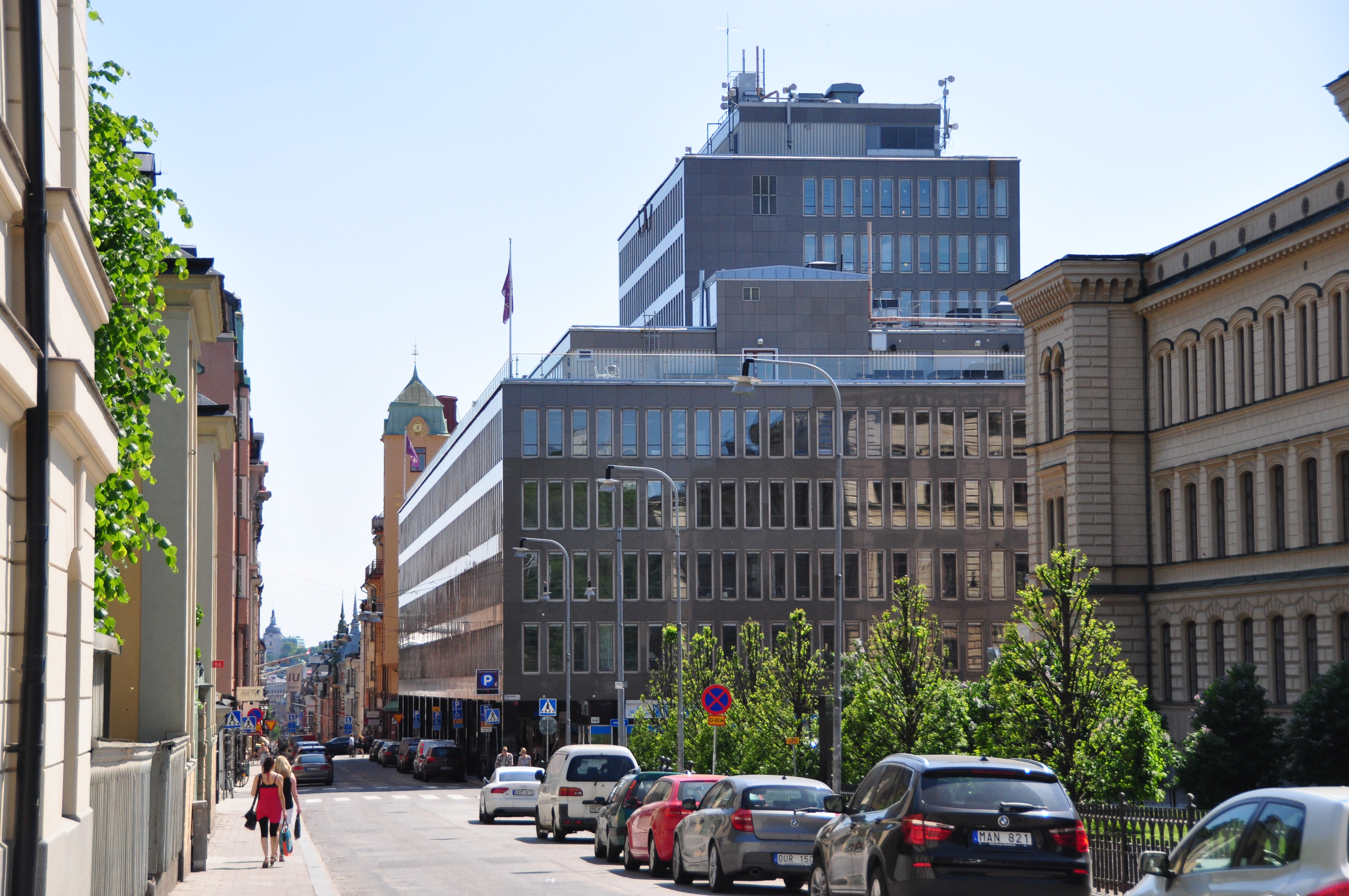
Postbankens tidigare huvudkontor i Stockholm, invigt 1963

1881 uppdrogs åt en kommitté att undersöka förutsättningarna för inrättandet av en postsparbank i Sverige, liknande sådana som fanns i andra länder, i Storbritannien hade en inrättats redan 1861. 1882 gav kommittén ett förslag där en sådan förordades, och vid 1883 års riksdag bifölls en kunglig proposition om detta.
Postsparbankens verksamhet inleddes nyåret 1884, i enlighet med den av Kungl. Maj:t per den 22 juni  1883 utfärdade "förordning angående en Postsparbank för riket", och som underlag hade man ett yttrande och förslag av Wilhelm Roos, Postverkets generaldirektör. Banken skulle vända sig till avsedd för småsparare för att ej konkurrera med sedan tidigare existerande sparbanker. Det första året samlade man 79 500 sparare, var och en försedd med så kallad motbok, där frimärksliknande kvitton i olika valörer klistrades in vid insättning, som likt uttagen gjordes på postkontoren. Den första postsparbanksboken utfärdades för Anna Maria Roos, dotter till generaldirektören.
Förste chef för banken blev den utredande kommitténs sekreterare, Gustaf Sandberg, som i samband med att Postsparbanken blev en självständigt ämbetsverk 1912 erhöll titeln postsparbanksdirektör. Postsparbanken leddes dock fortfarande av en särskild styrelse. Sandberg efterträddes 1917 av P. E. Lindström som med titeln överdirektör var chef till 1922. Sedan en stagnation i verksamheten inträtt till sattes 1920 sakkunniga för att göra förslag på att åtgärda problemen. Betänkandet som avgas ledde till att riksdagen 1922 beslutade att åter införliva Postsparsparbanekn med Postverket från 1923. Enligt den nya organisationen handlades postsparbanksärendena inom en särskild byrå i Generalpoststyrelsen. För behandlingen av ärenden rörande medelplacering med mera inkallades tre av Kunglig Majestät utsedda postsparbanksfullmäktige. I samband med omorganisationen erhöll Postsparbanken en ny chef, Johannes Döss, vilken ledde en snabb utveckling av banken. Han efterträddes 1933 av byråchefen F. Sandberg.
Man startade genom åren spargrupper av skilda slag. Redan 1928 infördes ett skolsparande och 1929 särskilt sparande bland sjömän. 1939 kunde man träffa ett 3-årigt sparavtal, där man efter ett års sparande erhöll en form av livförsäkring. Ungdomens lönsparande startades 1949 och 1962 lanserades det som kallades allmänna lönsparandet. 
1960 gick Postsparbanken samman med Postgirot och bildade Postbanken, vilken 1974 med Postgirot åter lossbrutet fusionerades med Sveriges Kreditbank för att bilda PKbanken.

## Postbanken på 1990-talet
PKbanken (senare Nordbanken) och Posten fortsatte samarbeta efter sammanslagningen. År 1996 etablerade Posten och Nordbanken en ny gemensam satsning och återupplivade namnet Postbanken. Den nya Postbanken öppnade i oktober 1996. Banken lanserades med en reklamkampanj på temat ”Kom som du är” där det ingick en uppmärksammad reklamfilm med Ernst-Hugo Järegård (skapad av reklambyrån Alm & Co).
I januari 1999 hade Postbanken 330 000 kunder. I september samma år sade Posten upp avtalet med Nordbanken. Mot slutet hade Postbanken drygt 400 000 kunder, som fördes över till Nordbanken.